# Giovanni Giuseppe Baldi
Giovanni Giuseppe Baldi (Galliate, 4 ottobre 1896 – ...) è stato un avvocato e politico italiano.